# Rubus lasiococcus
Rubus lasiococcus är en rosväxtart som beskrevs av Asa Gray. Rubus lasiococcus ingår i släktet rubusar, och familjen rosväxter. Inga underarter finns listade i Catalogue of Life.

## Bildgalleri

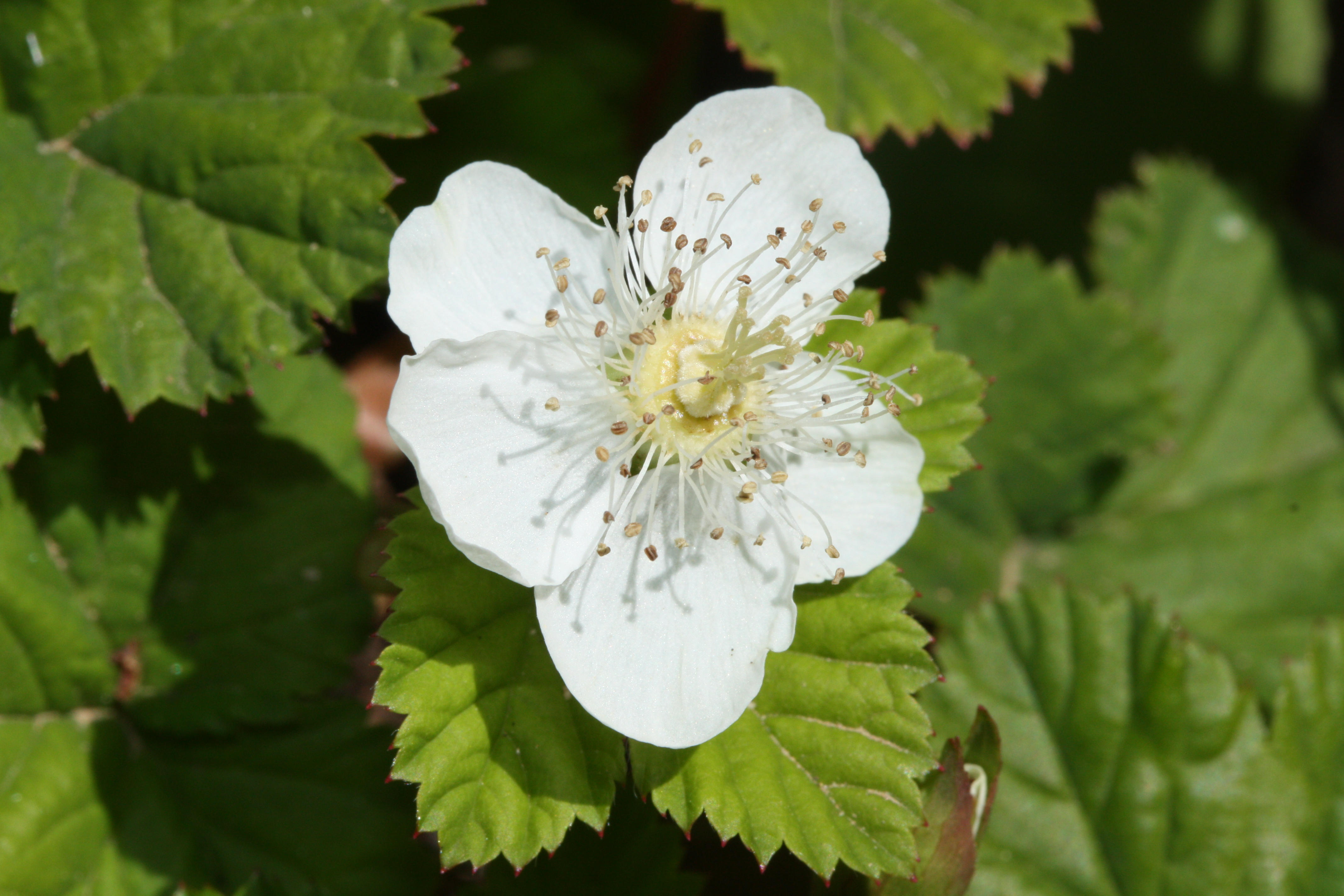
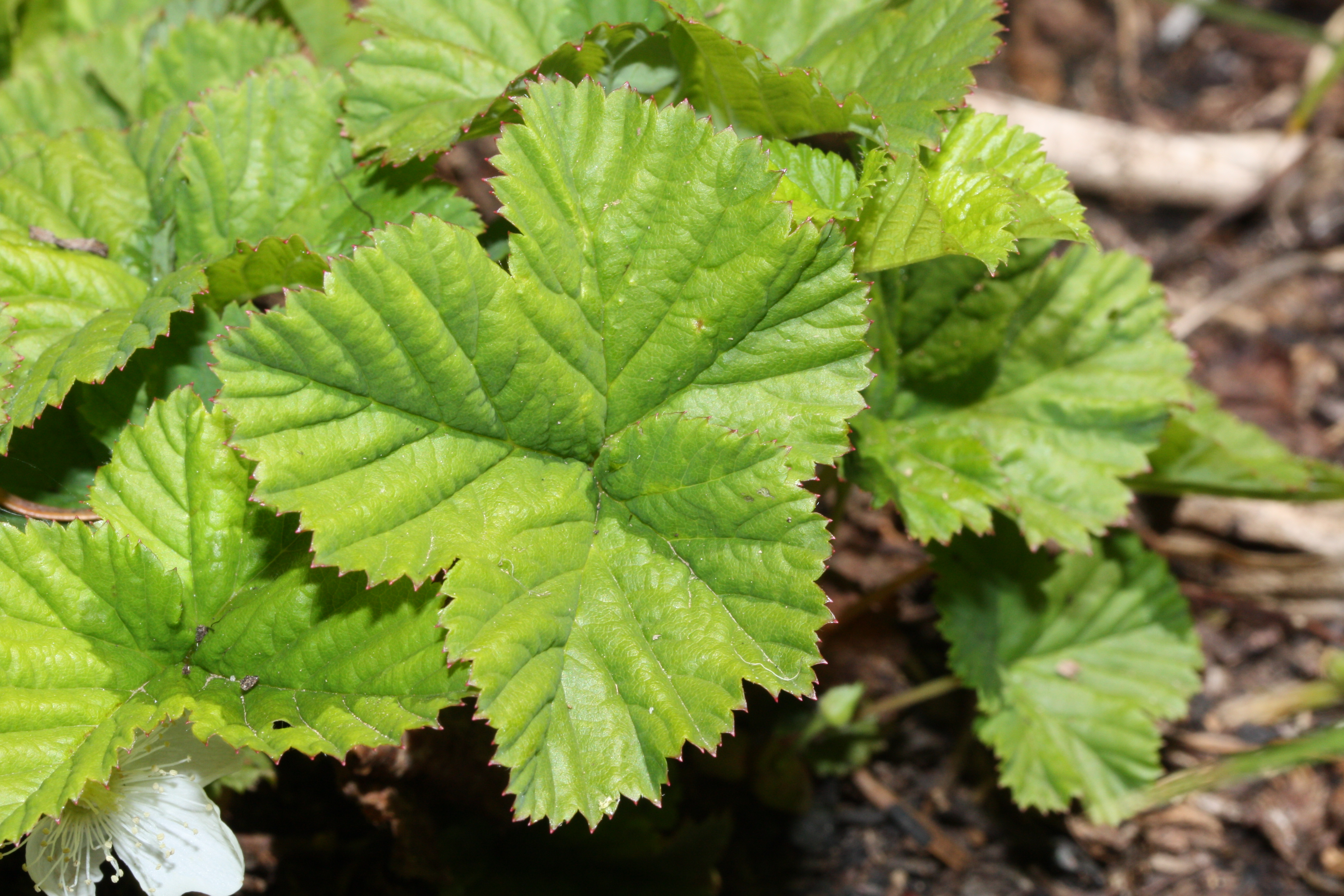
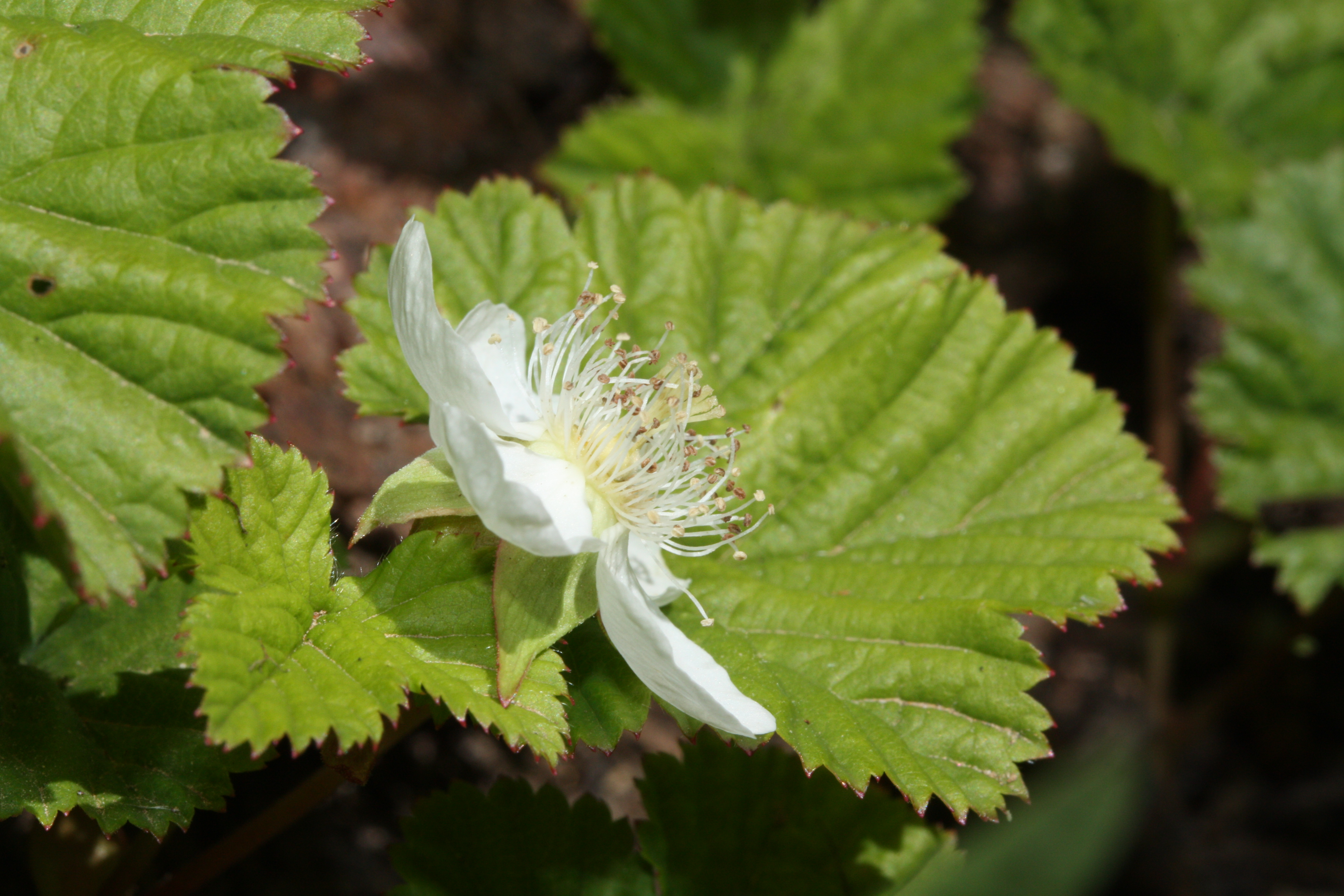
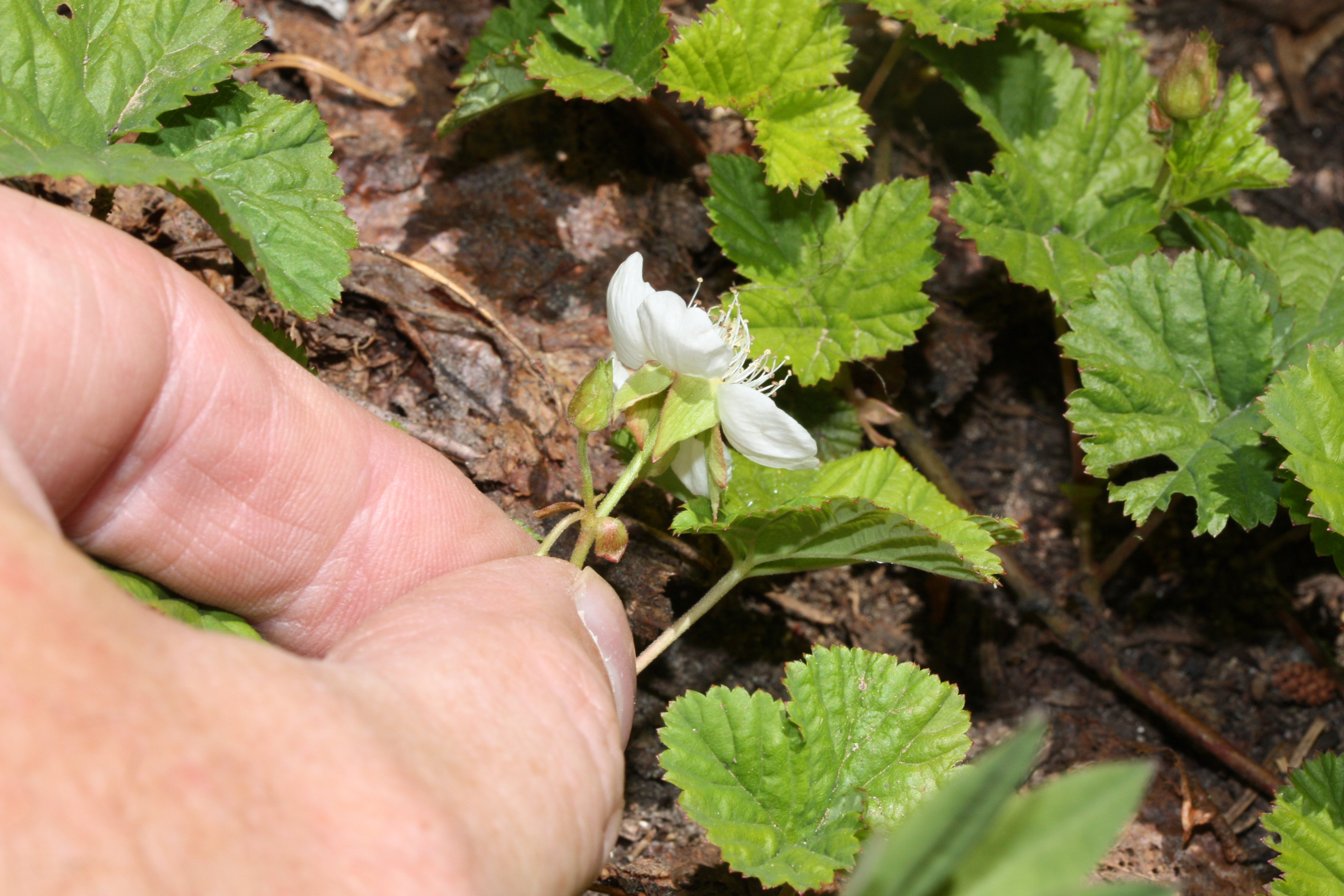
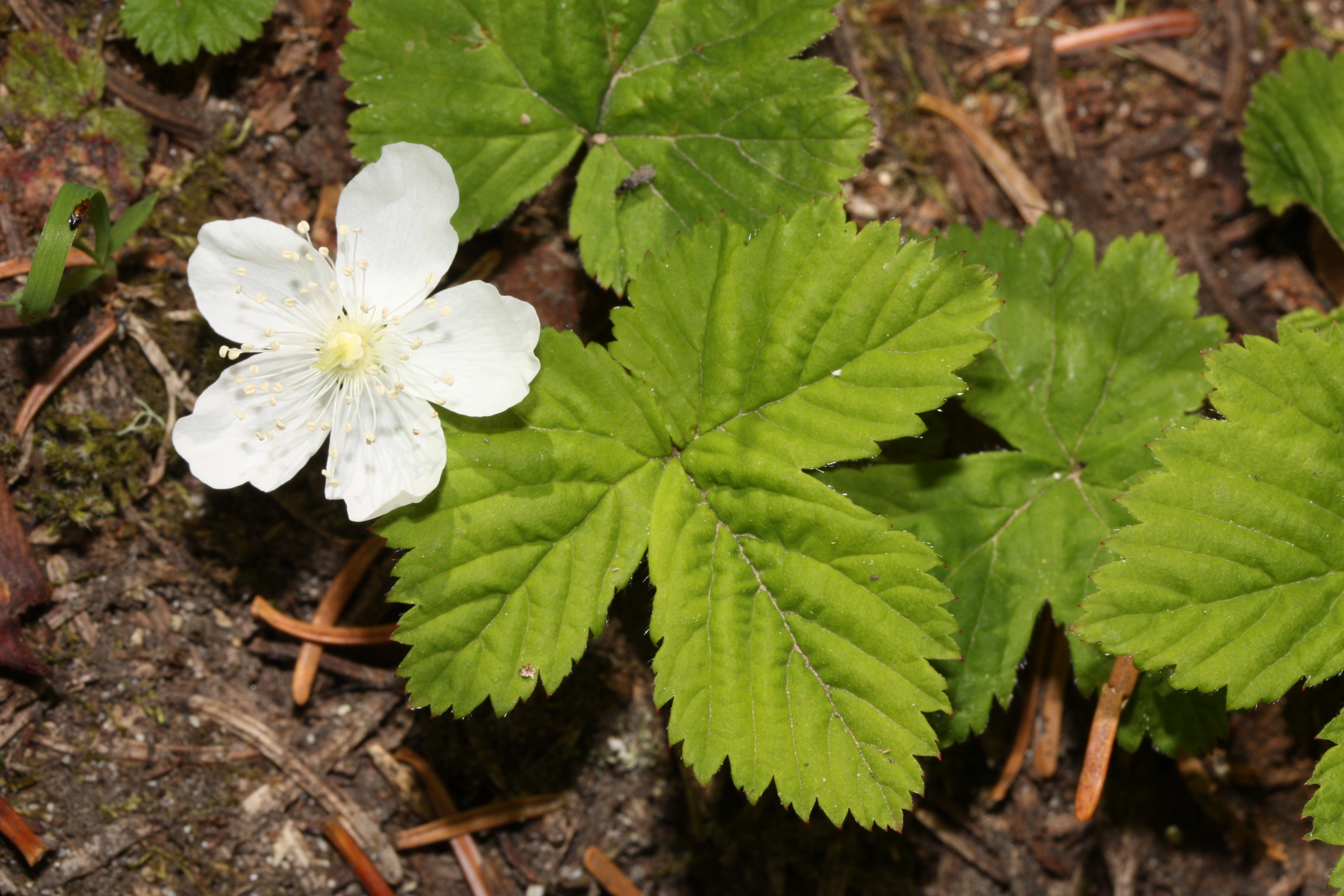
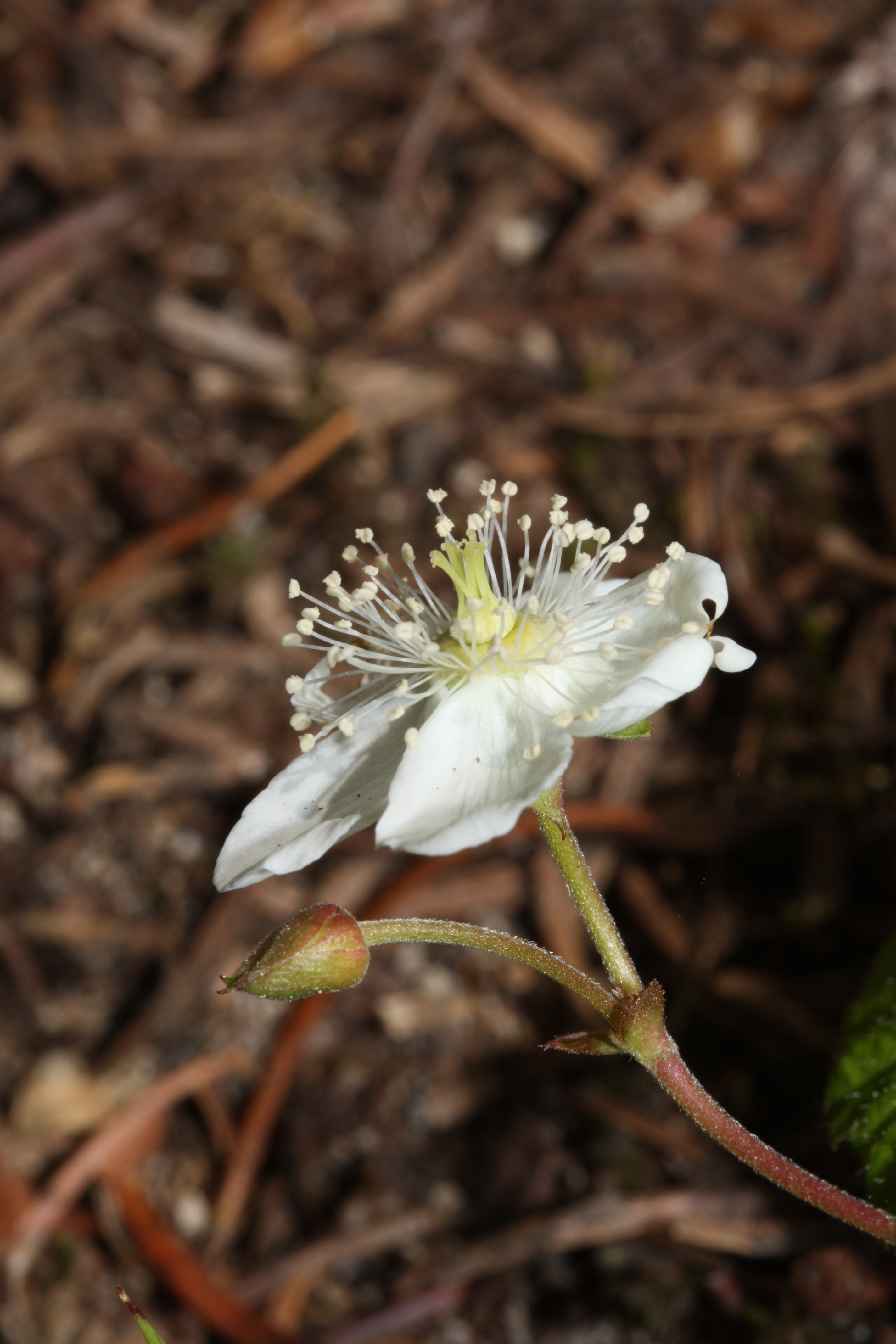